# We Came to Play
We Came to Play er et musikalbum fra 1978 af soul/funk-bandet Tower of Power. Albummet indeholder 9 numre.